# Nechanice – Lodín
Nechanice – Lodín je evropsky významná lokalita, chráněné území soustavy Natura 2000. Rozlehlá chráněná lokalita se nachází na území jedenácti obcí a to Babice, Barchov, Boharyně, Kobylice, Králíky, Kunčice, Lodín, Nechanice, Petrovice, Prasek a Zdechovice. Hlavním předmětem ochrany jsou smíšené jasanovo-olšové lužní lesy temperátní a boreální Evropy a dubohabřiny asociace Galio-Carpinetum. Chráněné území je tvořeno pestrými lesními porosty uprostřed zemědělské krajiny. Vyskytují se zde strdivka zbarvená (Melica picta), prvosenka jarní (Primula veris), lilie zlatohlavá (Lilium martagon), rozchodníkovec nachový (Hylotelephium telephium) či jeřáb břek (Sorbus torminalis). Východně se nachází další evropsky významná lokalita a přírodní památka Bystřice.